# Oskar Uhlig
Oskar Uhlig (fl. XIX secolo) è stato un pattinatore artistico su ghiaccio tedesco, specializzato nel singolo.

## Palmarès

### Europei
- 1 medaglia:
  - 1 oro (Amburgo 1891)